# Osvaldo Zotto
Osvaldo Zotto, argentinski plesalec tanga, * 1963, † 8. januar 2010, Buenos Aires.
Osvaldo je bil znani plesalec argentinskega tanga. Tango je začel plesati leta 1989. Od leta 1997 je plesal s soplesalko Loreno Ermocido s katero sta nastopala in poučevala na festivalih tanga po vsem svetu. Med drugim sta nastopila tudi za egiptovskega predsednika in špansko kraljico. Njun plesni slog se odraža skozi natančnost giba, eleganco in prefinjeno čutnost.